# Microregione di Vale do Açu
Vale do Açu è una microregione dello Stato del Rio Grande do Norte in Brasile, appartenente alla mesoregione di Oeste Potiguar. La sua popolazione è stata stimata nel 2006 dall'IBGE in 134 253 abitanti ed è divisa in nove comuni. Ha una superficie totale di 4.708,834 km².

## Comuni
Comprende 9 comuni:
- Açu
- Alto do Rodrigues
- Carnaubais
- Ipanguaçu
- Itajá
- Jucurutu
- Pendências
- Porto do Mangue
- São Rafael